# شارون دایل
شارون دایل (انگلیسی: Sharon Dyall؛ زادهٔ ۲۸ دسامبر ۱۹۶۲) هنرپیشه، خواننده، دوبلور و مدیر دوبلاژ اهل سوئد است.

## فیلم‌شناسی
- گوژپشت نتردام (فیلم ۱۹۹۶)
- هرکول (فیلم ۱۹۹۷)
- شاهزاده مصر (فیلم ۱۹۹۸)
- پرش سگ من (فیلم)
- ئی.تی. موجود فرازمینی
- مثل مایک
- بیونیکل: ماسکی از نور
- هری پاتر و زندانی آزکابان (فیلم)
- بیونیکل ۳: تاری از سایه‌ها
- هری پاتر و محفل ققنوس (فیلم)
- آلیس در سرزمین عجایب (فیلم ۲۰۱۰)
- جایی که موجودات وحشی هستند (فیلم)